# Vlag van Uppsala

Vlag van Uppsala län is identiek aan de vlag van het landschap Uppland, hoewel de provincie en het landschap niet samenvallen.

De vlag van Uppsala is de vlag van Uppsala län, een provincie in Zweden. Het is tevens de vlag van het landschap Uppland. De vlag bestaat uit een rood veld met het gouden rijksappel.
De vlag van Uppsala län is identiek aan dat van het landschap Uppland. Het landschap Uppsala is slechts een deel van de provincie, maar het gebruik van het ongewijzigde wapen voor het landschap bestaat al sinds de 18e eeuw en werd daarom op 17 november 1939 door de koninklijke majesteit aangenomen. Het is een vierkante banier van het wapen van deze Zweedse provincie.
Het wapen van het landschap Uppland werd gemaakt voor de processie bij de begrafenis van Gustaaf Wasa in 1560 en is sindsdien onveranderd gebleven. Het wapen symboliseert geestelijke en wereldlijke macht.